# Tritonia manicata
Tritonia à manchons
Espèce
La Tritonia à manchons (Tritionia manicata) est une espèce de mollusques nudibranches de la famille des tritoniidés. Ce petit nudibranche a une coloration blanche avec des taches rouges, brunes, vertes ou noires sur le dos. Il mesure 15 mm au maximum. L'espèce est principalement présente dans le nord de la mer Méditerranée, et plus rarement dans l'océan Atlantique et dans la Manche. 

## Taxinomie et étymologie
L'espèce est décrite par le malacologue français Gérard Paul Deshayes en 1853 : il place ce nudibranche dans le genre Tritonia, au sein de la famille des tritoniidés. L'épithète spécifique « manicata » vient du latin « manicatus » qui renvoie aux manchons des rhinophores. La dénomination française de l'espèce, Tritonia à manchons, est obtenue par normalisation du nom scientifique.

## Distribution et habitat
Ce nudibranche est relativement répandu dans le nord de la mer Méditerranée, de la Turquie à l'Espagne, notamment sur les côtes des îles Baléares ; l'espèce est également courante au Maroc,. Dans l'océan Atlantique, dans la Manche et dans la mer du Nord, la présence de Tritonia manicata est plus rare : des observations ont été faites en Bretagne et sur les côtes du sud de la Grande-Bretagne au cours de la seconde moitié du XXe. La Tritonia à manchons vit à proximité de ses proies, sur des fonds rocheux et en eaux claires, à des profondeurs comprises entre la surface et 30 m,.

## Description

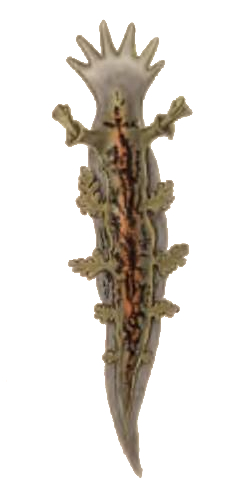
La surface dorsale de l'espèce telle que représentée dans la description originale.

La Tritonia à manchons mesure généralement entre 10 et 15 mm, mais des individus de 17 mm ont été observés,. Le corps est allongé. La coloration est majoritairement blanc opaque ou crème ; de grandes taches rouges, brunes, noires ou vertes sont présentes sur la surface dorsale, sur les flancs ainsi qu'au devant des rhinophores. Certains spécimens ne portent qu'une seule tache continue sur le dos, ou encore plusieurs rangées de couleur,. Le manteau possède un contour sombre, la sole pédieuse est de couleur pâle. Cette dernière est arrondie à l'avant et plus large au niveau de la queue, elle est généralement visible de chaque côté du corps. La plupart des spécimens étudiés ont trois ou quatre paires de cérates arborescents sur chaque flanc (quatre sur un spécimen de 11 mm). Ces panaches branchiaux sont pâles. Les deux rhinophores situés sur la tête sont courts et cylindriques avec deux ou trois lamelles peu développées et quelques digitations au sommet ; chacun d'eux sort d'un fourreau blanc ou brun,. Les tentacules oraux répartis en trois ou quatre paires sur le voile oral sont longs et fins mais leur taille est variable. L'appareil génital et l'anus sont placés sur le flanc droit, au niveau des deux premiers panaches branchiaux.
T. manicata ressemble à certaines espèces proches. Elle est bien plus courte et plus claire que T. plebeia. T. striata possède trois lignes noires sur le dos, dans le sens de la longueur et ne se rencontre qu'en Méditerranée.

## Écologie
L'espèce possède un régime alimentaire carnivore et se nourrit de cnidaires des genres Cornularia et Clavularia crassa (polypes et plantules) obs. pers. Géry PARENT, notamment Cornularia cornucopiae en Méditerranée. L’alimentation de l'espèce en dehors de la Méditerranée est incertaine.
Comme les autres nudibranches, cette espèce est hermaphrodite : la ponte  (ou « oothèque ») est déposée sur un substrat. Les œufs passent par le stade de larve véligère avant de d'atteindre la taille adulte.